# Gründerplattform
Die Gründerplattform ist eine zusammenhängende Sammlung digitaler Services für das Gründen in Deutschland. Die öffentliche Plattform wird seit 2018 betrieben und ist eine Initiative des deutschen Bundesministeriums für Wirtschaft und der KfW, inhaltlich und technisch betreut von der BusinessPilot GmbH. Ziel ist es nach eigenen Angaben, mehr Menschen zur Unternehmensgründung zu ermutigen, sie bei der Gründungsvorbereitung zu unterstützen und den formalen Gründungsprozess zu vereinfachen.

## Geschichte
Die Idee hinter der Gründerplattform entstand 2012 im Rahmen einer BMWi-Studie zur Zukunft der Gründungsförderung. 2016 schlossen sich BMWi, die KfW und die Businesspilot GmbH unter der Leitung von Jan Evers zusammen, um die Plattform zu realisieren, die dann 2018 mit über 200 Partnerangeboten startete.

## Funktionen
Die Gründerplattform bietet eine Vielzahl digitaler Tools und Ressourcen, die Gründungsinteressierte nach einer kostenfreien Registrierung durch den gesamten Prozess der Unternehmensgründung begleiten:
·       Geschäftsmodellentwicklung: Ein interaktives Tool unterstützt Nutzer dabei, ihre Geschäftsidee systematisch zu strukturieren und zu validieren.
·       Businessplan-Tool: Das ebenfalls kostenfreie, cloudbasierte Tool ermöglicht die Erstellung eines professionellen Businessplans mit integrierter Finanzplanung. Es bietet Leitfragen, Beispielpläne und die Möglichkeit zur Zusammenarbeit im Team.
·       Finanzierungs- und Fördermittelberatung: Nutzer können passende Finanzierungs- und Fördermöglichkeiten finden und direkt über die Plattform Kontakt zu über 760 Partnerinstitutionen aufnehmen, darunter Landesförderbanken, Bürgschaftsbanken, Industrie- und Handelskammern sowie Sparkassen.
·       Gründerplattform-App: Seit 2024 ermöglicht die begleitende Gründerplattform-App die digitale Abwicklung von Gründungsformalitäten, einschließlich der steuerlichen Ersterfassung (ELSTER) und der Gewerbeanmeldung. Sie ist in verschiedenen Sprachen für iOS und Android kostenfrei erhältlich.
·       Veranstaltungen und Webinare: Die Plattform bietet regelmäßig Online-Veranstaltungen, Sprechstunden und Webinare zu verschiedenen Gründungsthemen an.
Akteure der deutschen Gründungsförderung und Gründungsberatung (Bürgschaftsbanken der Länder, Kammern, regionale Wirtschaftsförderer, Sparkassen, Banken etc.) können die Gründerplattform als Vertriebskanal für ihre Angebote nutzen und über die Gründerplattform qualifizierte Anfragen von Gründungsinteressierten generieren. Die Leistungen der Gründerplattform sind im Regelfall kostenfrei, Folgeangebote von Partnern können kostenpflichtig sein.

Nutzung und Reichweite
Die Gründerplattform verzeichnet monatlich über 300.000 Nutzer. Laut einer Umfrage aus dem Herbst 2024 haben 18 % der Befragten ihre Gründung bereits umgesetzt, während 91 % der übrigen planen, innerhalb der nächsten sechs Monate zu gründen. Vier von fünf Nutzern bewerteten die Plattform als „perfekt“ oder „sehr hilfreich“.